# Nervio hipogloso
El nervio hipogloso (también, nervio hipogloso mayor o XII par craneal) es un nervio craneano que se encarga especialmente de coordinar los movimientos de la lengua. Se encuentra en el cráneo y se extiende hasta llegar al borde lateral de la lengua. Tiene siete ramos colaterales:
- ramo meníngeo o recurrente
- ramos vasculares
- ramo anastomótico para el ganglio plexiforme del neumogástrico
- nervio del tirohioideo
- nervio del hiogloso y del estilogloso
- ramo anastomótico para el nervio lingual
- nervio del genihioideo

## Función
El nervio hipogloso es motor para los músculos intrínsecos y extrínsecos de la lengua (estilogloso, hiogloso, geniogloso). También antiguamente se consideraba la unión con fibras motoras desde los nervios espinales C1,  C2 y C3 formaba en asa del hipogloso para los músculos infrahioideos, hoy en día se considera que el hipogloso no inerva los músculos infrahioideos, pero emite fibras sensitivas generales para la duramadre de la fosa craneal posterior.

## Origen y trayecto
El nervio hipogloso nace como un nervio puramente motor mediante varias raicillas del bulbo raquídeo, y abandona el cráneo a través del agujero condicione anterior. Después de emerger de este agujero, el nervio se une con una rama del plexo cervical cuando transmite fibras nerviosas de los nervios espinales y con fibras sensitivas del ganglio espinal del nervio espinal C2. El nervio craneal XII pasa interiormente, por dentro del ángulo de la mandíbula, y luego describe una curva hacia adelante para entrar en la lengua.

## Territorio de inervación
El nervio hipogloso termina en muchas ramas que inervan a todos los músculos extrínsecos de la lengua, excepto el palatogloso, músculo que es inervado por el nervio vago a través del plexo faríngeo.